# USS Indiana (BB-58)
«Индиана» (BB-58) (англ. USS Indiana (BB-58)) — второй линейный корабль США типа «Саут Дакота». Стал четвёртым кораблём ВМС США, названным в честь 19-го штата. Киль линкора «Индиана» был заложен на 20 ноября 1939 года в Ньюпорт-Ньюс, Вирджиния. Корабль был спущен на воду 21 ноября 1941 года. Миссис Льюис С. Роббинс, дочь губернатора штата Индиана, стала крёстной матерью корабля. 30 апреля 1942 года корабль был введён в эксплуатацию, первым капитаном был назначен Кэпитан Аарон Стентон Мэрилл.

## Служба

### Вторая мировая война

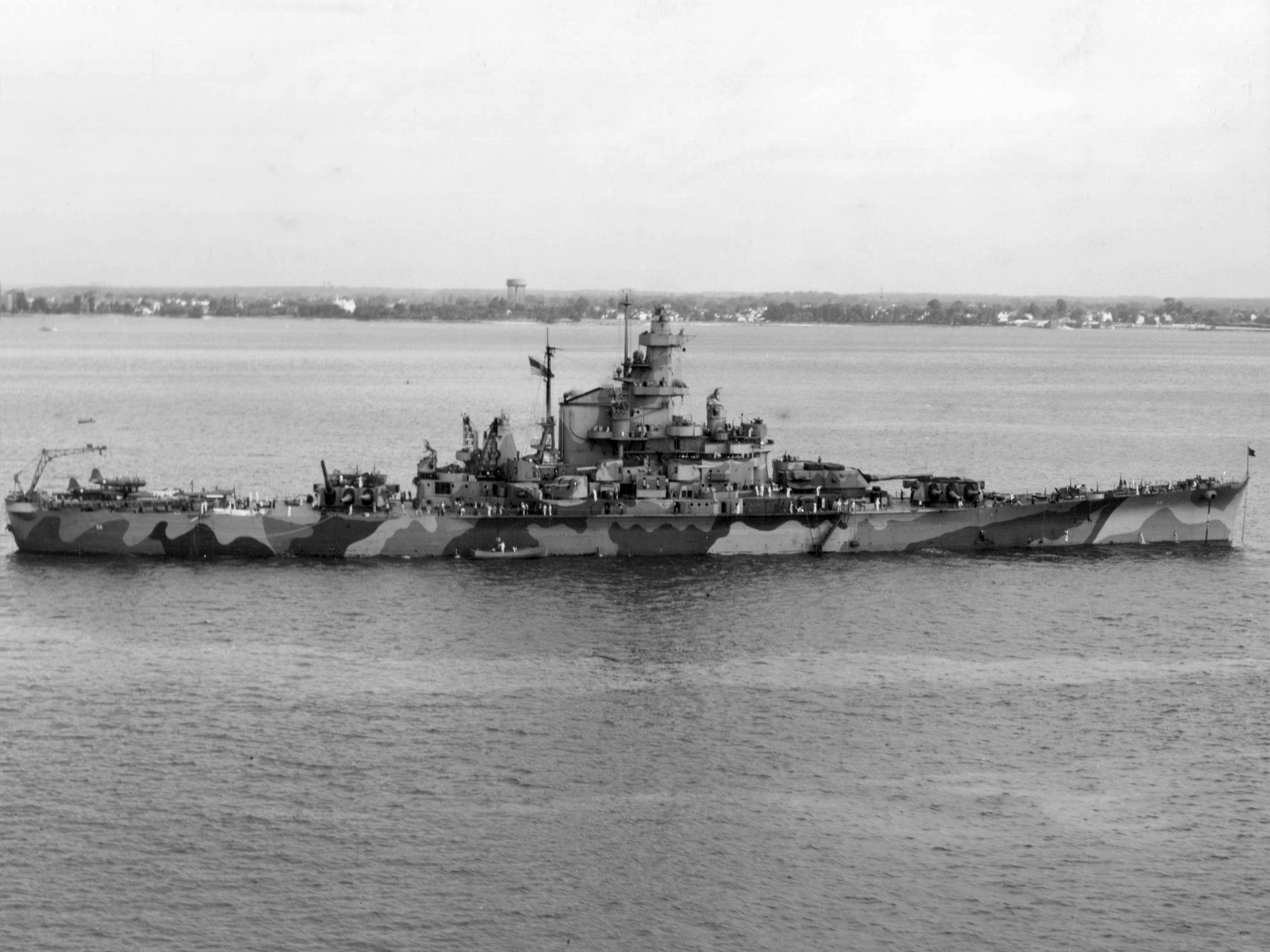
«Индиана» (BB-58), 8 сентября 1942

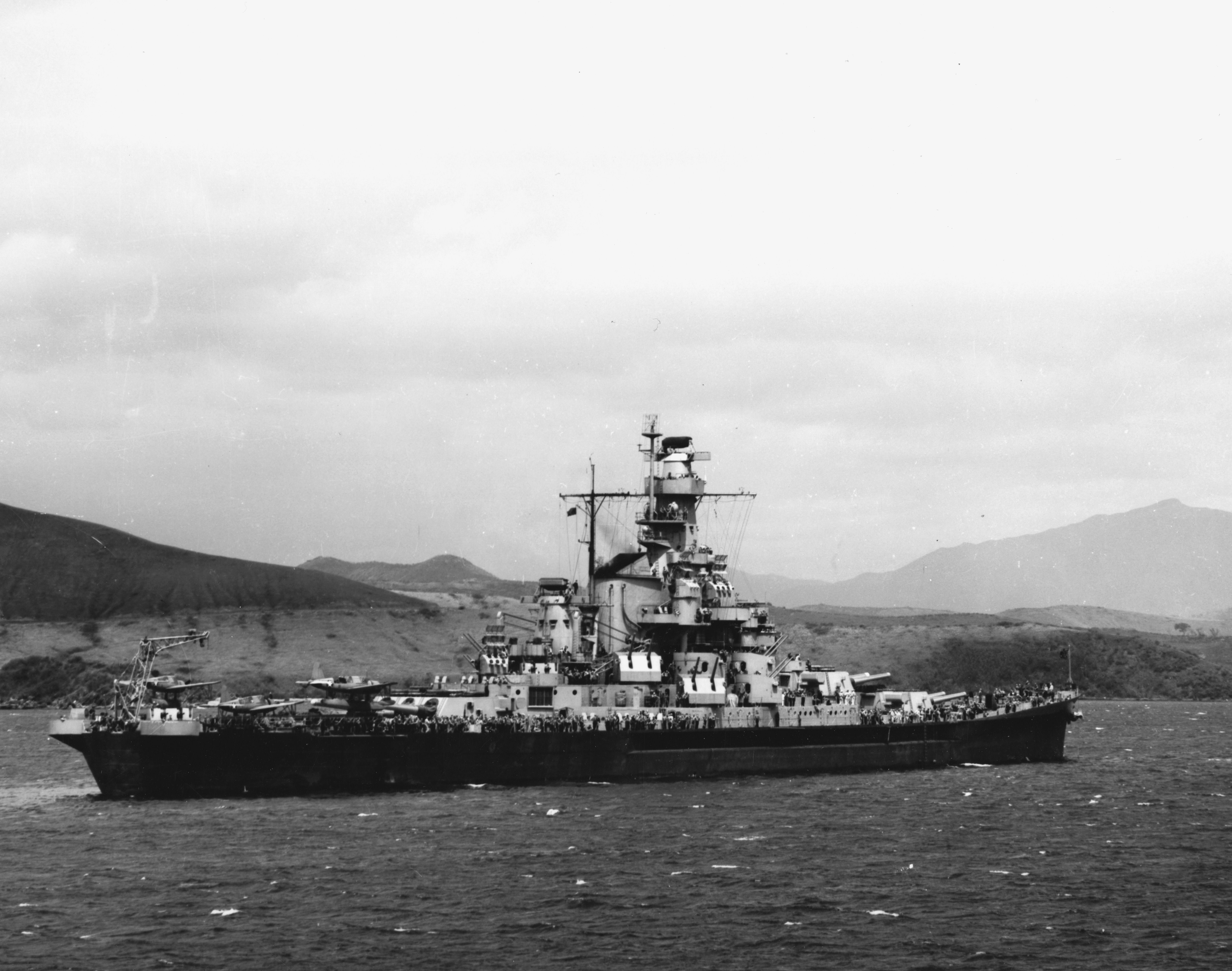
«Индиана» в южной части Тихого океана

После начала войны на Тихом океане новый линкор проследовал через Панамский канал для поддержки американского флота. 28 ноября 1942 года «Индиана» присоединилась к авианосцу контр-адмирала Ли. В течение следующих 11 месяцев «Индиана» защищал авианосцы США, затем поддерживал войска на Соломоновых Островах.
21 октября 1943 линкор прибыл в Перл-Харбор, а 11 ноября с силами поддержки, предназначенными для вторжения, отбыл к островам Гилберта. Линкор защитил авианосцы, которые поддержали морских пехотинцев во время высадки на Тараву.
В конце января 1944 года, в течение восьми дней «Индиана» бомбардировал Кваджалейн, 1 февраля ушёл на Маршалловы острова. Маневрируя ночью при дозаправке, BB-58 столкнулся с линкором «Вашингтон», при этом погибло несколько человек из команды. Временный ремонт правого борта был проведён на атолле Маджуро, и 13 февраля линкор вернулся в Перл-Харбор для дополнительного ремонта. Капитан «Индианы» признал свою ошибку, и взял на себя ответственность за столкновение. 23 января адмирал Честер Нимиц снял его с командования линкором, назначив на его место капитана Томаса Пейтона.
«Индиана» присоединилась к оперативной группе 58 (TF 58) для атаки атолла Трук 29-30 апреля. 1 мая линкор бомбардировал остров Понапе. В июне 1944 «Индиана», в составе большого соединения американского флота, направилась для поддержки вторжения на Марианские острова. 13-14 июня она бомбардировала остров Сайпан. 15 июня, отбивая воздушные атаки японцев, зенитной батареей «Индианы» было сбито несколько вражеских самолётов.
Японский авианосный флот подошёл к Марианским островам, с целью отразить атаку американцев. «Индиана», в составе линейного соединения Вице-адмирала Уиллиса А. Ли отправилась навстречу японцам. 19 июня два больших флота приблизились друг к другу и началось «Сражение в Филиппинском море» — самое крупное воздушное сражение палубной авиации. Палубные истребители F6F ВМС США, сбили около 400 японских самолетов. Один пилот с «Лексингтона» сказал: «Чёрт, это напоминает старую охоту на индюков!» С этого момента это сражение стало известно, как «охота на индюков». Подводные лодки Вице-адмирала Марка А. Мичера потопили три японских авианосца, включая «Сёкаку» и совершенно новый «Тайхо».
В ходе сражения «Индиана» уничтожила несколько самолётов и получила два попадания торпедами. Сражение в Филиппинском море закончилось решительной победой ВМС США. «Индиана» оставалась в море в течение 64 дней подряд, поддерживая вторжение на Марианские острова.
В августе «Индиана» входил в оперативную группу 38.3 (TG 38.3), бомбардируя Острова Палау и Филиппины.
12-30 сентября линкор бомбардировал береговые укрепления японцев, помогая подготовиться к вторжению на остров Лейте. После этого корабль отбыл с Филиппин и 23 октября прибыл в Вашингтон[какой?]. На военно-морской верфи в Бремертоне линкор прошёл модернизацию, в результате которой было установлено дополнительное зенитное вооружение. По этой причине «Индиана» не приняла участие в главном Сражении в Заливе Лейте. После завершения модернизации «Индиана» направилась в Перл-Харбор.
12 декабря прибыв в Перл-Харбор, «Индиана» занимался учебной подготовкой. 10 января 1945 флот линкоров и крейсеров вышел из базы, и 24 января бомбардировал атолл Иводзима. «Индиана» близ атолла Улити присоединилась к соединению TF 58, и 10 февраля направилась для вторжения на Иводзиму.
Линкор осуществлял поддержку авианосцев во время налётов на Токио 17 февраля, и на Иводзиму 25 февраля. «Индиана» поддержала авианалёт на Окинаву, затем отбыла назад на базу. 5 марта она вернулась в Улити для пополнения запасов.

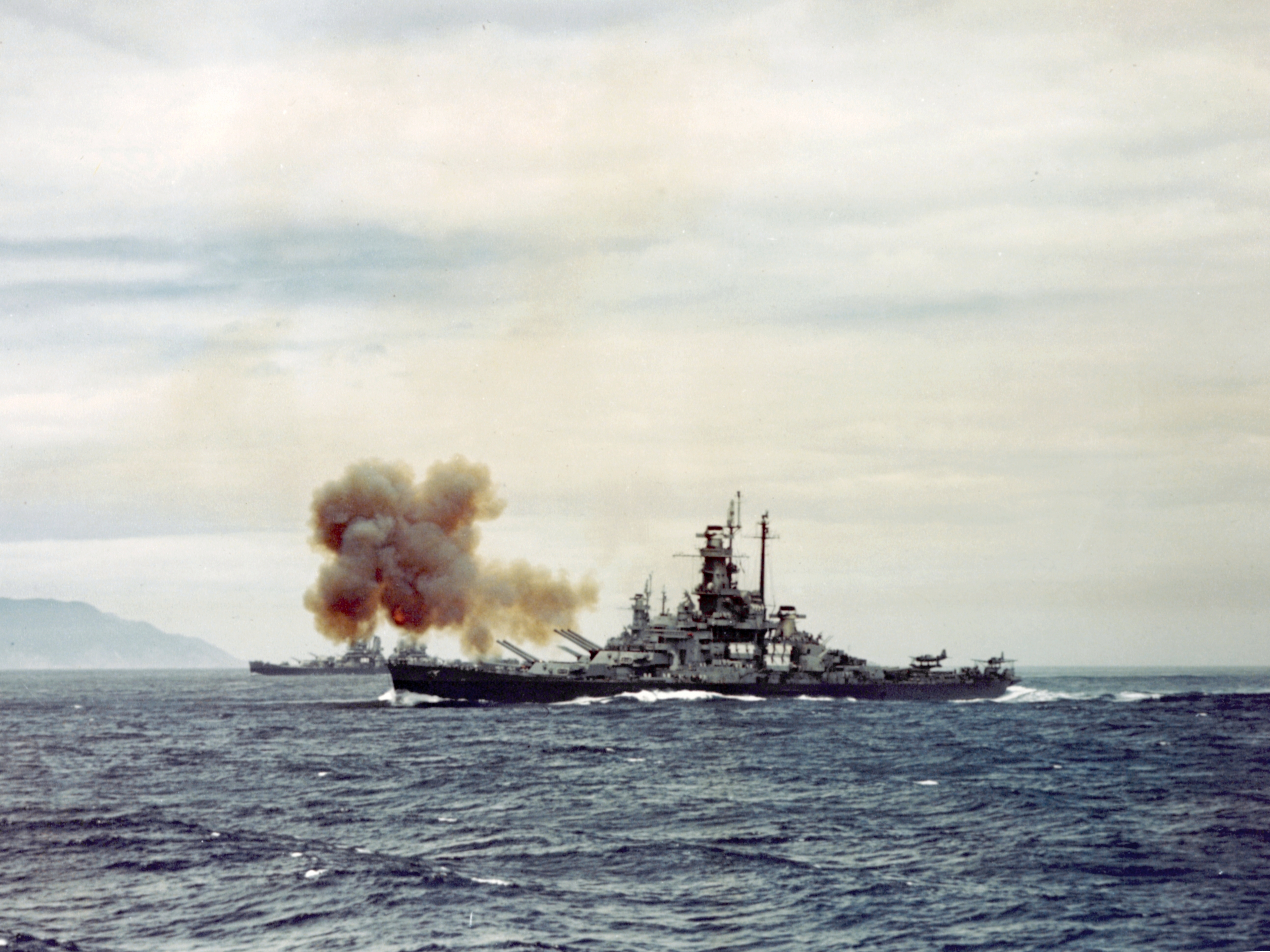
«Индиана» бомбардирует Камаиши, Япония, 14 июля 1945

«Индиана» 14 марта вышла из Улити для решающего сражения за Окинаву, и до июня она поддерживала операции авианосцев против японских войск на Окинаве. Воздушные налёты помогли сломить сопротивление японцев. «Индиана» отражала налёты японских камикадзе, которые пытались отчаянно остановить приближающееся поражение. В начале июня линкор перенёс сильный тайфун, затем 13 июня отправился к Сан-Педро.
Входя в соединение TG 38.1, «Индиана» находился в море с 1 июля до 15 августа, поддерживая авиаудары по Японии, и бомбардируя прибрежные цели орудиями главного калибра. После капитуляции Японии линкор прибыл в Токийский залив 5 сентября, и девять дней спустя отправился в Сан-Франциско, Калифорния, куда прибыл 29 сентября.

## После войны

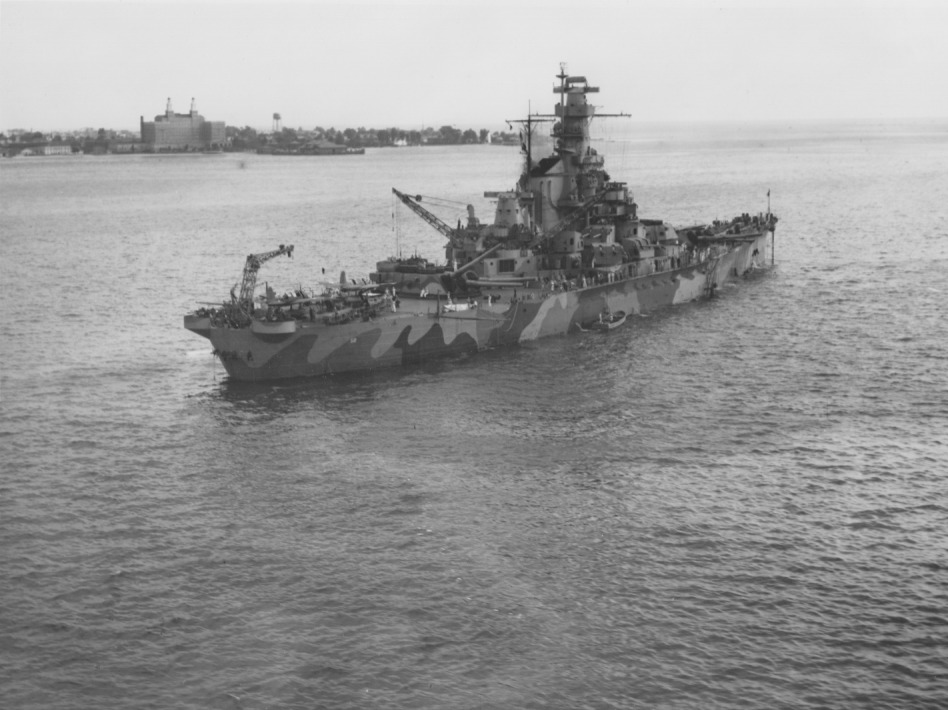
Линкор «Индиана» (BB-58)

Вернувшись в США вскоре после капитуляции Японии, «Индиана» была помещена в резерв в сентябре 1946 и формально списана спустя год. Линкор находился в отстое более 15 лет, а 6 сентября 1963 года был продан на слом. Нос «Индианы», грот-мачта и орудия установлены на Мемориальном Стадионе Университета Индианы. Якорь находится на территории военного Мемориала округа Аллен Колизей в Форт-Уэйне. Колокол корабля находится в Военно-морском арсенале в Индианаполисе, штат Индиана, другие реликвии корабля демонстрируются в различных музеях и школах в Индиане. Нос «Индианы» ранее был выставлен на автостоянке в Беркли, Калифорния, но в июле 2013 года был перемещён на Мемориальный Стадион Университета Индианы.

## Награды
За участие в сражениях во время Второй мировой войны, «Индиана» получила девять боевых звёзд.